# Баштијани
Баштијани (хрв. Baštijani) су насељено место у општини Јелење, Приморско-горанска жупанија, Хрватска.

## Историја
До територијалне реорганизације у Хрватској били су у саставу старе општине Ријека.

## Становништво
У попису становништва из 2011. године, Баштијани је имао 18 становника.
| Број становника према пописима | Број становника према пописима | Број становника према пописима | Број становника према пописима | Број становника према пописима | Број становника према пописима | Број становника према пописима | Број становника према пописима | Број становника према пописима | Број становника према пописима | Број становника према пописима | Број становника према пописима | Број становника према пописима | Број становника према пописима | Број становника према пописима | Број становника према пописима |
| ------------------------------ | ------------------------------ | ------------------------------ | ------------------------------ | ------------------------------ | ------------------------------ | ------------------------------ | ------------------------------ | ------------------------------ | ------------------------------ | ------------------------------ | ------------------------------ | ------------------------------ | ------------------------------ | ------------------------------ | ------------------------------ |
| 1857                           | 1869                           | 1880                           | 1890                           | 1900                           | 1910                           | 1921                           | 1931                           | 1948                           | 1953                           | 1961                           | 1971                           | 1981                           | 1991                           | 2001                           | 2011                           |
| 306                            | 307                            | 32                             | 15                             | 12                             | 25                             | 446                            | 424                            | 17                             | 19                             | 16                             | 14                             | 12                             | 14                             | 17                             | 18                             |

Напомена: Године 1857, 1869, 1921. и 1931. исказано под именом Речина. Тих година садржи податке за насеља Кукуљани и Трновица. Од 1880. до 1910. и 1948. означен као део насеља.

### Попис1991.
У попису становништва из 1991. године, Баштијани су имали 14 становника, следећег националног састава:
| Попис 1991.‍ | Попис 1991.‍ | Попис 1991.‍ | Попис 1991.‍ | Попис 1991.‍ |
| ----------- | ----------- | ----------- | ----------- | ----------- |
|             |             |             |             |             |
| Хрвати      | Хрвати      |             | 9           | 64,28%      |
| Срби        | Срби        |             | 5           | 35,71%      |
| укупно: 14  |             |             |             |             |